# George Henry de Thierry

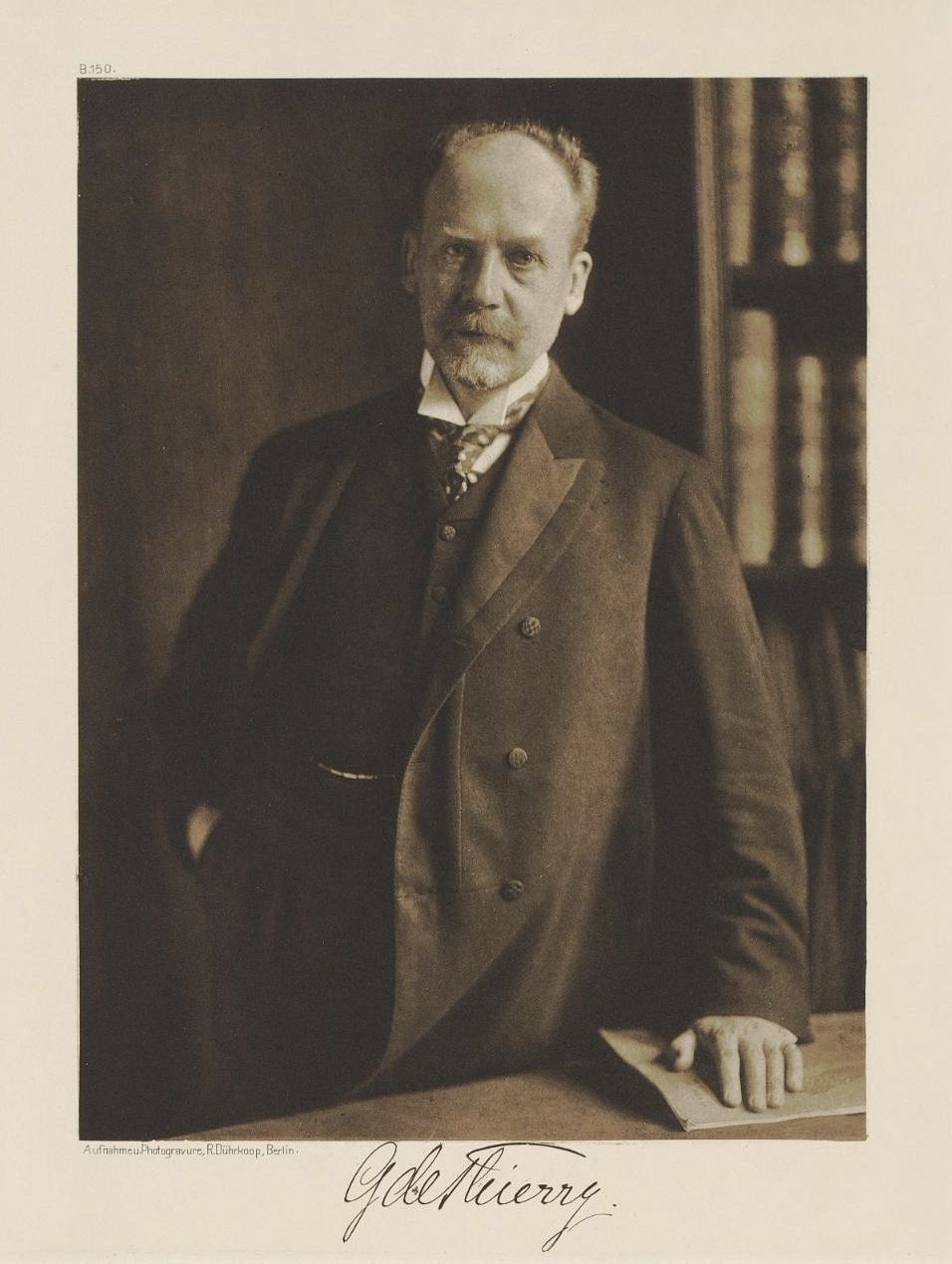
George de Thierry (Foto 1907 von Rudolf Dührkoop)

George Henry de Thierry (* 17. Dezember 1862 in Genua, Italien; † 1. Dezember 1942 in Berlin) war ein deutscher Wasserbauingenieur, Baubeamter und Hochschullehrer, der ab 1903 als Professor für Wasser, See- und Hafenbau an der Technischen Hochschule (Berlin-)Charlottenburg lehrte und im Studienjahr 1915/1916 als Rektor diese Hochschule leitete.

## Leben und Wirken
George de Thierry war zunächst als Bauinspektor in Bremen tätig, wo er im Zentralbüro der Weserkorrektion unter Ludwig Franzius arbeitete.
De Thierry lehrte als Nachfolger von Johann Friedrich Bubendey vom 1. November 1903 bis zu seiner Emeritierung am 31. März 1929 als Ordinarius und Professor für Wasserbau, See- und Hafenbau im Lehrgebiet Wasserbau, Wasserwirtschaft und Kulturtechnik sowie Vorsteher der Sammlung für Wasserbau in der Abteilung II für Bauingenieurwesen (1922 umbenannt in Fakultät II für Bauwesen, Abteilung Bauingenieurwesen) der Technischen Hochschule Charlottenburg (ab 1919 Technische Hochschule Berlin). Im Studienjahr 1910/1911 war de Thierry Dekan der Abteilung II für Bauingenieurwesen und im aufgrund der Revolutionswirren komplizierten Studienjahr 1919/1920 als Dekan der Fakultät II für Bauwesen. Zum Rektor der Hochschule wurde de Thierry während des Ersten Weltkriegs im Studienjahr 1915/1916 gewählt. Auch nach seiner Emeritierung setzte de Thierry seine Lehrtätigkeit bis 1931 fort.
1914 war de Thierry Mitbegründer der Hafenbautechnischen Gesellschaft, in deren Vorstand er bis 1934 aktiv war. Von 1927 bis 1929 war er Vorstandsmitglied im Verein Deutscher Ingenieure (VDI). 1931 wurde er vom VDI zum Ehrenmitglied ernannt.
Im Oktober 1920 wurde de Thierry mit der Ehrendoktorwürde der Technischen Hochschule Karlsruhe ausgezeichnet, im Juni 1930 verlieh ihm die Technische Hochschule Berlin ihre Ehrenbürgerwürde.
George de Thierry starb 1942, nur zwei Wochen vor seinem 80. Geburtstag, in Berlin und wurde auf dem Evangelischen Kirchhof Nikolassee beigesetzt. Das Grab ist nicht erhalten.

## Schriften (Auswahl)
- Die Freie Hansestadt Bremen: ihre Hafenanlagen und Verbindungen mit der See und dem Hinterlande. In: Meereskunde, Bd. 4 (1910), Heft 10, S. 1–31.
- Ludwig Franzius 1. 3. 1832–23. 6. 1903. In: Beiträge zur Geschichte der Technik und Industrie, Bd. 5 (1913), S. 1–26.

- Schiffahrt und Hafenbau: Rede zur Feier des Geburtstages Seiner Majestät des Kaisers und Königs Wilhelm II. in der Halle der Königlichen Technischen Hochschule zu Berlin am 26. Januar 1916. Denter & Nicolas, Berlin 1916.

- Zur Frage des zweckmäßigen Ausbaus und der zweckmäßigen Umänderung des Duisburger Hafens: Gutachten. Rhein, Duisburg 1925 (Schriftenreihe der Niederrheinischen Industrie- und Handelskammer Duisburg-Wesel; 7).

- Hrsg.: Die Wasserbaulaboratorien Europas: Entwicklung, Aufgaben, Ziele. VDI-Verlag, Berlin 1926.
- Application of laboratory research to the study of hydraulic problems. American Society of Civil Engineers 1928 (Publications of the Massachusetts Institute of Technology; 544) (Contribution from the Department of Civil and Sanitary Engineering / Massachusetts Institute of Technology; 10).
- Bauingenieurwesen. In: Gustav Abb (Hrsg.): Aus fünfzig Jahren deutscher Wissenschaft. Die Entwicklung ihrer Fachgebiete in Einzeldarstellungen. de Gruyter, Berlin 1930, S. 461–469.